# Abdelkrim Ouakali
Abdelkrim Ouakali (in arabo عبد الكريم واكلي‎?; Algeri, 19 marzo 1993) è un lottatore algerino, specializzato nella lotta greco-romana, campione continentale ai Giochi panafricani di Rabat 2019 e Accra 2023 e ai campionati africani di Algeri 2020, El Jadida 2022 e Hammamet 2023.

## Biografia
Si è messo in mostra nelle categorie cadetti vincendo l'argento ai Giochi panafricani giovanili di Rabat 2019. Ha fatto parte della sepdizione algerina ai Giochi olimpici giovanili di Singapore 2010 dove si è classificato quinto.
Dal 2013 è allenato dall'ex lottatore Messaoud Zeghdane, che fu olimpionico a Pechino 2008. Lo stesso anno ha preso parte ai XVII Giochi del Mediterraneo di Mersin dove ha concluso ottavo nella categoria dei 74 kg.
Ha vinto la medaglia d'oro ai Giochi panafricani di Rabat 2019, battendo l'egiziano Muhammad Ihab Muhammad Dahab Chalil nell'incontro valido per il gradino più alto del podio del torneo dei 77 kg.
Alla Coppa del mondo individuale di Belgrado 2020, competizione che ha rimpiazzato il campionato mondiale, annullato a causa insorgere dell'emergenza sanitaria conseguente alla pandemia di COVID-19, è stato eliminato ai sedicesimi dal kirghiso Akzhol Makhmudov.
Si è confermato campione continentale l'anno successivo ai campionati africani di Algeri 2020, sconfiggendo l'egiziano Wael Abdelrahman in finale.
Nel 2021 ha tentato, senza successo, la qualificazione ai Giochi olimpici estivi di Tokyo 2020 partecipando al torneo continentale di Hammamet, in cui si è piazzato quarto, e nel torneo mondiali di Sofia dove ha concluso settimo.
Ha rappresentato l'Algeria ai Giochi olimpici estivi di Parigi 2024, dove è stato eliminato agli ottavi dal tabellone principale del torneo dei 77 kg dal giapponese Nao Kusaka, poi risultato vincitore del torneo; ai ripescaggi è stato sconfitto dall'uzbeko Aram Vardanyan in semifinale.

## Palmarès
| Anno | Manifestazione               | Sede            | Evento | Risultato | Note |
| ---- | ---------------------------- | --------------- | ------ | --------- | ---- |
| 2009 | Campionati africani cadetti  | Tipaza          | 63 kg  | Oro       |      |
| 2010 | Campionati africani cadetti  | Il Cairo        | 69 kg  | Oro       |      |
| 2010 | Giochi panafricani giovanili | Rabat           | 69 kg  | Argento   |      |
| 2010 | Giochi olimpici giovanili    | Singapore       | 69 kg  | 5º        |      |
| 2011 | Campionati africani junior   | Algeri-Staouali | 74 kg  | Argento   |      |
| 2011 | Campionati mondiali junior   | Bucarest        | 74 kg  | 20º       |      |
| 2012 | Campionati africani          | Marrakech       | 74 kg  | Argento   |      |
| 2012 | Campionati del Mediterraneo  | Larissa         | 74 kg  | 9º        |      |
| 2012 | Campionati mondiali junior   | Pattaya         | 74 kg  | 21º       |      |
| 2013 | Giochi del Mediterraneo      | Mersina         | 74 kg  | 8º        |      |
| 2013 | Campionati mondiali junior   | Sofia           | 74 kg  | 16º       |      |
| 2014 | Campionati africani          | Tunisi          | 66 kg  | Argento   |      |
| 2014 | Mondiali militari            | Fort Dix        | 75 kg  | 5º        |      |
| 2019 | Campionati africani          | Hammamet        | 82 kg  | Argento   |      |
| 2019 | Giochi panafricani           | El Jadida       | 77 kg  | Oro       |      |
| 2019 | Mondiali                     | Nur-Sultan      | 77 kg  | 30º       |      |
| 2020 | Campionati africani          | Algeri          | 77 kg  | Oro       |      |
| 2021 | Mondiali militari            | Teheran         | 82 kg  | 4º        |      |
| 2022 | Campionati africani          | El Jadida       | 82 kg  | Oro       |      |
| 2022 | Giochi del Mediterraneo      | Orano           | 77 kg  | Argento   |      |
| 2023 | Campionati africani          | Hammamet        | 82 kg  | Oro       |      |
| 2023 | Mondiali                     | Belgrado        | 77 kg  | 28º       |      |
| 2023 | Giochi panarabi              | Algeri          | 82 kg  | Oro       |      |
| 2023 | Mondiali militari            | Baku            | 82 kg  | Bronzo    |      |
| 2024 | Giochi panafricani           | Accra           | 77 kg  | Oro       |      |
| 2024 | Giochi olimpici              | Parigi          | 77 kg  | 16º       |      |

## Altre competizioni internazionali
2020
- 13º nei -77 kg nella Coppa del mondo individuale ( Belgrado)

2021
- 4º nei -77 kg nel Torneo africano di qualificazione olimpica ( Hammamet)
- 7º nei -77 kg nel Torneo mondiale di qualificazione olimpica ( Sofia)

2022
- 11º nei -82 nel Dan Kolov - Nikola Petrov Tournament ( Veliko Tărnovo)

2023
- Bronzo nei -82 nel RS - Ibrahim Moustafa ( Alessandria d'Egitto)

2023
- Oro nei -77 kg nel Torneo africano oceanico di qualificazione olimpica ( Alessandria d'Egitto)